# Prosopocera bioculata
Prosopocera bioculata là một loài bọ cánh cứng trong họ Cerambycidae.